# Irshad Manji
Irshad Manji (født 1968 i Uganda) er en canadisk feminist, forfatter, journalist, aktivist og professor i lederskab ved New York University - og erklæret lesbisk.
Hun er en kendt kritiker af radikal islamisme og ortodokse fortolkninger af Koranen. New York Times har beskrevet hende som ”Osama bin Ladens værste mareridt”. 

## Arbejde
Hendes mest kendte bog er The Trouble with Islam Today, som er trykt på mere end 30 sprog. 
Hun har produceret en PBS dokumentar The Trouble with Islam Today (Tro uden frygt). Dokumentaren blev nomineret til en Emmy Award i 2008.
Som journalist har hun skrevet for mange medier: fra Amnesty International til De Forenede Nationer og den danske organisation Demokratiske Muslimer.